# Ёд
Ёд — река в России, протекает по Удорскому району Республики Коми. Впадает слева в Большую Лоптюгу.

## География
Река Ёд берёт начало у границы Архангельской области и Республики Коми. Течёт в северо-восточном направлении через берёзовые и еловые леса. На левом берегу реки расположен посёлок Ёдва. Длина реки — 151 км, площадь водосборного бассейна — 631 км². Русло извилистое, питание — снеговое и дождевое. Высота устья — 111,2 м над уровнем моря.

## Данные водного реестра
По данным государственного водного реестра России, Ёд относится к Двинско-Печорскому бассейновому округу. Водохозяйственный участок реки — Мезень от истока до водомерного поста у деревни Малонисогорская, речной бассейн — Мезень.
Код объекта в государственном водном реестре — 03030000112103000043957.